# Borzykowo (przystanek kolejowy)
Borzykowo - dawny przystanek kolei wąskotorowej w Borzykowie, w województwie wielkopolskim, w Polsce. Otwarty w 1898; zamknięty w 1976.